# Cliona thoosina
Cliona thoosina är en svampdjursart som beskrevs av Topsent 1888. Cliona thoosina ingår i släktet Cliona, och familjen Clionaidae. Inga underarter finns listade i Catalogue of Life.